# トミニ湾

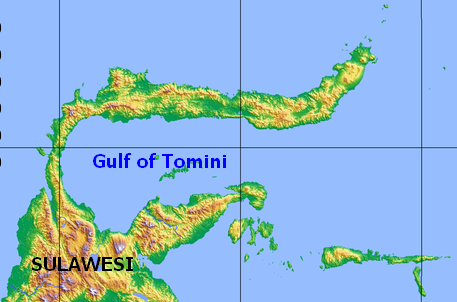
トミニ湾

トミニ湾（トミニわん、インドネシア語：Teluk Tomini）はインドネシア・スラウェシ島北部にある湾で、本島北部とミナハサ半島に囲まれた湾であり、東に開けモルッカ海と結ばれている。東西約300km、南北約150kmの広さを持つ、湾口の幅は約70kmであり、湾奥の方が広い。湾内の南部にはトギアン諸島がある。湾岸の主要な町として、北岸にゴロンタロ、南西岸にポソがある。